# Полет (филм)
„Полет“ (на английски: Flight) е американски драматичен филм от 2012 г. на режисьора Робърт Земекис, по сценарий на Джон Гатинс, продуциран е от Уолтър Паркс, Лори Макдоналд, Стийв Старки, Робърт Земекис и Джак Рапке, във филма участват Дензъл Уошингтън, Дон Чийдъл, Кели Райли, Джон Гудмън, Брус Грийнууд и Мелиса Лео.
Снимките започват през октомври 2011 г. близо до Атланта, Джорджия и продължават повече от 45 дни.
Това е първият игрален филм, режисиран от Земекис след „Корабокрушенецът“ и „Прозрачно минало“ през 2000 г. и първият филм с рейтинг R след „Коли на старо“ през 1980 г.